# Global Overseas Adoptees' Link
Global Overseas Adoptees' Link, GOAL,  är en organisation som bildades 1998 i Sydkorea av internationellt adopterade koreaner från USA och Europa. Organisationens syfte är att hjälpa, stötta och underlätta livet och vistelsen för adopterade koreaner i Korea samt informera den koreanska allmänheten om internationell adoption och minska fördomar och det sociala stigma som adopterade möts av i Korea på grund av Koreas konservativa och traditionalistiska syn i familjefrågor.